# Hartiellinae
Hartiellinae is een onderfamilie van kreeftachtigen uit de klasse van de Ostracoda (mosselkreeftjes).

## Geslacht
- Hartiella Danielopol, 1971